# ハーマン・フップフェルド
ハーマン・ハプフェルド（Herman Hupfeld、1894年2月1日 - 1951年6月8日）は、「アズ・タイム・ゴーズ・バイ (As Time Goes By)」の作者として知られている、アメリカ合衆国のソングライター。

## 生涯
ハプフェルドは、9歳から、ドイツでヴァイオリンを学んだ。第一次世界大戦中は兵役に就いており、第二次世界大戦中も入営し、病院に入っていた時期もあった。ハプフェルドは、ブロードウェイのミュージカル作品のスコアを通して書くことはなかったが、ミュージカル中の特定の場面にふさわしい楽曲を書ける作曲家として知られていた。
ハプフェルドの作品としてよく知られている曲には、「Sing Something Simple」、「Let's Put Out The Lights (And Go To Sleep)」、「When Yuba Plays The Rhumba On The Tuba」、「I've Got To Get Up And Go To Work」、「Are You Making Any Money?」、「Savage Serenade」、「Down the Old Back Road」、「A Hut in Hoboken」、「Night Owl」、「Honey Ma Love」、「Baby's Blue」、「Untitled」、「The Calinda」などがある。
ハプフェルドは、演奏者としては広く知られることはなかったが、1932年1月22日に録音された、ヴィクター・ヤングとその楽団のSP盤にフィーチャーされている。このときハプフェルドは、自作の2曲「Goopy Geer (He Plays Piano and He Plays by Ear)」と「Down the Old Back Road」を歌いながら、ピアノを弾いた。
ハプフェルドは、生涯独身で、また生涯を通して地元であるニュージャージー州モントクレア (Montclair) の町に住み、そこを離れることはほとんどなかった。ハプフェルドは、モントクレアのマウント・ヘブロン墓地 (Mount Hebron Cemetery) に埋葬された。

## 「アズ・タイム・ゴーズ・バイ」
「アズ・タイム・ゴーズ・バイ」は、映画『カサブランカ』で最もよく知られているが、もともとは1931年に139回公演されたブロードウェイ・ショー『Everybody's Welcome』のために書かれた曲である。この曲は1931年にそこそこのヒット曲となり、ビクター、コロムビア、ブランズウィック・レコード (Brunswick Records) や、安売り店向けのレーベルなどで、様々なバージョンが発売された。この曲は、上演される機会に恵まれなかった演劇『Everybody Comes To Rick's』に取り上げられ、これが映画『カサブランカ』の原案となった。 